# Sajonara zecubó sensei
Sajonara zecubó sensei (japonsky さよなら絶望先生, v doslovném překladu Sbohem, zoufalý pane učiteli) je japonská komediální manga série od Kódžiho Kumety o třiceti svazcích. Začala se vydávat v roce 2005 v japonském chlapeckém manga týdeníku Šúkan šónen Magazine, přičemž poslední kapitola byla vydána 13. června 2012.

V roce 2007 se odvysílalo i 12 dílů stejnojmenného anime seriálu od studia Shaft v televizi TV Kanagawa. V roce 2008 vznikla druhá řada o 13 dílech, která nese název Zoku sajonara zecubó sensei, a v roce 2009 třetí řada s názvem Zan sajonara zecubó sensei, rovněž o 13 dílech. Studio Shaft vyrobilo rovněž dvě řady OVA: trojdílné Goku sajonara zecubó sensei v letech 2008–2009 a dvojdílné Zan zajonara zecubó sensei: Bangaiči v letech 2009–2010.
Drobné příběhy jsou pojaty komediálně a často se zde objevují parodie známých lidí, pořadů nebo jiných anime. Pro zahraničního diváka jsou tak mnohé vtipy založené na znalosti domácích reálií většinou obtížně pochopitelné. V anime se velmi často objevuje hlava režisére Akijuki Šinbóa; při ečči scénách se používá jako cenzura, jinde například jako školní zvon.

## Příběh
Příběh se odehrává v současném Japonsku. Velmi pesimisticky naladěný muž Nozomu Itošiki se pokusí v parku oběsit na jedné sakuře. O kousek dál se z jarního období raduje optimisticky naladěná dívka Kafuka, která když uvidí Nozomua, snaží se ho zachránit, i když mu spíše ublíží. Když Nozomu spadne na zem, tito dva se poznají. Kafuka začne Nozomuovi říkat Růžový dozorce (japonsky 桃色係長, Momoiro kakaričó). Později se ukáže, že Nozomu je nový učitel ve škole, kde studuje Kafuka, a stane se také její třídním učitelem. Postupně se pak v příběhu odhalují další postavy Nozomuovy třídy.